# 持久性有機污染物
持久性有機污染物（英語：Persistent organic pollutants，常簡稱為POPs）泛指具有以下特徵的化學物質：
1. 在自然環境中，難以自然分解。
2. 在生物體內具有較長的代謝半衰期，會經由食物鏈，在生物體內累積。
3. 具有隨著生物或自然氣候的長距離移動的特性，甚至在極地居住的生物體內也能發現。
4. 對於人類的健康與自然生態有毒害的危險性。

## 相關
- 斯德哥爾摩公約
- 蚱蜢效應
- 食品安全
- 全球环境基金
- 危害性物質限制指令
- 关于化学品注册、评估、许可和限制法案
- 內分泌干擾素

## 外部連結
- （日語）http://www.env.go.jp/chemi/pops/ （页面存档备份，存于）
- （日語）http://www.ecosci.jp/env/POPs_WWF_new20.html （页面存档备份，存于）